# Il Re dei Betè
Il Re dei Betè è un album musicale dei Farinei dla Brigna, uscito nel 2019 in occasione dei trent'anni di attività del gruppo. 
È considerato l'album più musicale del gruppo. Scritto da Davide Calabrese e Linus Binello (testi) è l'ultimo album della band astigiana.

## Tracce
1. Bertu - 1'24''
2. La Barbisa - 4'24''
3. Ciampornia - 4'06''
4. Girati - 1'38''
5. L'è Mej Ca Vag a Pè - 3'43''
6. Polifemo - 0'19''
7. Barotto Dens - 3'36''
8. A Muri Duri - 1'52''
9. La Bela Bala - 1'03''
10. El Bumbardin - 2'38''
11. T'am Fej Sgiai (Crep) - 3'20''
12. Il Cesso in una stanza - 1'07''
13. Me Surela - 1'09''
14. Falle Anche Tu - 4'40''
15. El Pe 'nt al Cul - 0'25''
16. Tribolo per Colpa del Turibolo - 0'30''
17. L'Omi Pigher - 3'12''
18. L'Elefante - 0'23''
19. T'am Fej Sgiai (Dens) - 4'40''
20. Toro Nano - 2'21''
21. Il Re dei Betè - 6'30''